# 石川県旗
石川県旗（いしかわけんき）は、日本の都道府県の一つ・石川県の旗。

## 概要

石川県県旗標章

1972年（昭和47年）10月1日に制定された。漢字の「石川」を能登半島の形状に図案化し、青地は日本海と豊かな緑・清い水・澄んだ空気に恵まれた県土を表す。
石川県は他の都道府県と異なり県章を制定しておらず、代替措置として県旗のデザインを「県旗標章」として使用しており1976年（昭和51年）には別途「石川県旗の標章使用取扱い要領」が制定されている。県旗標章として使用する場合の配色は特に定められていないが、県旗の地色と同色である青、または金色が主に用いられる。